# ريتشارد إم. ويفر
ريتشارد إم. ويفر (بالإنجليزية: Richard M. Weaver)‏ هو صحفي وفيلسوف ومؤرخ أمريكي، ولد في 3 مارس 1910، وتوفي في 1 أبريل 1963.